# Каміла Клодель (фільм)
«Каміла Клодель» (фр. Camille Claudel) — французький біографічний фільм про життя сульптора XIX століття Каміли Клодель, поставлений у 1988 році режисером Бруно Нюйттеном. Екранізація твору Рейн-Марі Парі, лауреат п'яти премій «Сезар», номінант на «Оскара» та «Золотий глобус» .

## Синопсис
В основі сюжету фільму, заснованому на реальних історичних фактах, доля скульптора-початківця Каміли Клодель (Ізабель Аджані), зустріч якої з Огюстом Роденом (Жерар Депардьє) фатально вплинула на життя молодої жінки.
Дія фільму починається в лютому 1885 року. Вночі, ховаючись від сторонніх очей, Каміла набирає у вуличній канаві глину для своїх скульптур. З повною валізою вона повертається до свого ательє, де її вже чекає натурник Жиганті (Філіп Пембланк). Після нетривалої паузи за чашкою кави Каміла, ледве почало світати, береться за роботу. Пізніше до неї приєднується приятелька Жессі (Катрін Бурман). Обоє чекають Родена, у якого хотіли би брати уроки. Обличчя Каміли палає від творчого завзяття й боязкої надії. Але Роден її розчаровує. З неуважним виглядом він лише нашвидку поглянув на роботи подружок і замислився в нерішучості, не знаючи, чи варто витрачати час на заняття з ними. Судячи з усього, вони його не дуже зацікавили.
А удома знову сварка з матір'ю (Мадлен Робінсон), яка не схвалює честолюбних спрямувань Каміли, особливо самовільне рішення залишити Художню Академію та обладнати власну майстерню. Розуміння і підтримку вона знаходить у батька (Ален Кюні) і брата Поля (Лоран Гревіль), який відчуває потяг до поетичної творчості і розділяє погляди сестри на мистецтво.
Каміла вирушає в студію Родена, їй потрібний шматок мармуру. При цьому вона вибирає сорт, що найважче піддається обробці. Роден, проте, не сумнівався, що Каміла впорається з матеріалом, який легко кришиться. При першому відвідуванні студії Каміли він встиг помітити, що в її скульптурах більше життя, ніж в самих натурниках. Це перше враження підтверджується, коли Каміла приносить Родену висічену зі шматка мармуру людську ступню. Знаменитий скульптор пропонує Камілі і Жессі допомагати йому в роботі над монументальним твором під назвою «Ворота пекла». Спільна робота з Камілою стає для Родена додатковим джерелом натхнення, хоча він і старший від нею більш ніж удвічі.
Камілі доводиться постійно вислуховувати історії про любовні пригоди Родена, а одного разу вона спостерігає, як він навмисно ставить натурницю в непристойну позу і потім цілує. Коли ж один з працівників скульптора відкрито пропонує Камілі вступити з ним в інтимний зв'язок, вона, обурившись, втікає із студії. Секс не відіграє в житті Каміли особливої ролі, усі її думки зосереджені на мистецтві. І вона скаржиться братові Полю на неувагу з боку Родена. «Він жертва і заручник своєї легенди», — вважає брат. Каміла більше не ходить працювати до Родена, а той, визнавши скульптурне зображення людської ноги настільки вдалим, що підписав його своїм ім'ям, приходить до Каміли в ательє і майже в наказовому тоні велить їй повернутися до його студії. Тут же він на прикладі незавершеної скульптури критикує її прийоми творення та пропонує займатися з нею в його особистій майстерні. Спершу розсерджена, Каміла відмовляється, але потім все-таки супроводжує Родена у його майстерню і старанно допомагає йому в роботі. Зустріч двох талановитих скульпторів не могла не позначитися на їх творчих долях…

## В ролях
| Ізабель Аджані   | ···· | Каміла Клодель                             |
| Жерар Депардьє   | ···· | Огюст Роден                                |
| Лоран Гревіль    | ···· | Поль Клодель, брат Каміли                  |
| Ален Кюні        | ···· | Луї-Проспер Клодель, батько Каміли Клодель |
| Мадлен Робінсон  | ···· | Луїза-Атаніс Клодель, мати Каміли Клодель  |
| Даніель Лебрюн   | ···· | Роза Бере                                  |
| Катрін Бурман    | ···· | Жессі Ліпскомб, скульптор                  |
| Орель Доасан     | ···· | Луїза Клодель                              |
| Мадлен Марі      | ···· | Віктуар                                    |
| Максим Леру      | ···· | Клод Дебюссі, композитор                   |
| Роже Планшон     | ···· | Морар                                      |
| Рош Лейбовічі    | ···· | Пті Луї                                    |
| Жерар Дар'є      | ···· | Марсель                                    |
| Філіп Пембланк   | ···· | Жиганті, натурник                          |
| Деніза Шалем     | ···· |                                            |
| Анни-Марі Пізані | ···· | співачка                                   |
| Франсуа Берлеан  | ···· | доктор Мішо                                |
| Жерар Бом        | ···· |                                            |
| Філіп Клевено    | ···· | Ежен Блот                                  |
| Жан-П'єр Сентьє  | ···· | Ліме                                       |
| Бенуа Вернь      | ···· | Огюст                                      |
| Естер Вілкокс    | ···· | Адель                                      |

## Визнання
| Нагороди та номінації фільму «Каміла Клодель» | Нагороди та номінації фільму «Каміла Клодель» | Нагороди та номінації фільму «Каміла Клодель» | Нагороди та номінації фільму «Каміла Клодель» | Нагороди та номінації фільму «Каміла Клодель» | Нагороди та номінації фільму «Каміла Клодель» |
| Рік                                           | Нагорода                                      | Категорія                                     | Номінант                                      | Результат                                     |                                               |
| --------------------------------------------- | --------------------------------------------- | --------------------------------------------- | --------------------------------------------- | --------------------------------------------- | --------------------------------------------- |
| 1989                                          | Берлінський кінофестиваль                     | Золотий ведмідь                               | Каміла Клодель                                | Номінація                                     |                                               |
| 1989                                          | Берлінський кінофестиваль                     | Срібний ведмідь за найкращу жіночу роль       | Ізабель Аджані                                | Перемога                                      |                                               |
| 1989                                          | Премія Сезар                                  | Найкращий фільм                               | Каміла Клодель                                | Перемога                                      |                                               |
| 1989                                          | Премія Сезар                                  | Найкраща акторка                              | Ізабель Аджані                                | Перемога                                      |                                               |
| 1989                                          | Премія Сезар                                  | Найкращий актор                               | Жерар Депардьє                                | Номінація                                     |                                               |
| 1989                                          | Премія Сезар                                  | Найкращий актор другого плану                 | Ален Кюні                                     | Номінація                                     |                                               |
| 1989                                          | Премія Сезар                                  | Найперспективніший актор                      | Лоран Гревіль                                 | Номінація                                     |                                               |
| 1989                                          | Премія Сезар                                  | Найкращий дебютний фільм                      | Бруно Нюйттен                                 | Номінація                                     |                                               |
| 1989                                          | Премія Сезар                                  | Найкраща операторська робота                  | П'єр Ломм                                     | Перемога                                      |                                               |
| 1989                                          | Премія Сезар                                  | Найкращі декорації                            | Бернар Везат                                  | Перемога                                      |                                               |
| 1989                                          | Премія Сезар                                  | Найкращий дизайн костюмів                     | Домінік Борг                                  | Перемога                                      |                                               |
| 1989                                          | Премія Сезар                                  | Найкраща музика до фільму                     | Габріель Яред                                 | Номінація                                     |                                               |
| 1989                                          | Премія Сезар                                  | Найкращий звук                                | Гійом Ск'яма, Домінік Еннекен, Франсуа Ґроль  | Номінація                                     |                                               |
| 1989                                          | Премія Сезар                                  | Найкращий монтаж                              | Жоель Гаше, Жанна Кеф                         | Номінація                                     |                                               |
| 1989                                          | Національна рада кінокритиків США             | ТОП іноземних фільмів                         | Каміла Клодель                                | Перемога                                      |                                               |
| 1989                                          | Нью-Йоркське коло кінокритиків                | Найкращий фільм іноземною мовою               | Каміла Клодель                                | 3-є місце                                     |                                               |
| 1990                                          | Премія Оскар                                  | Найкращий фільм іноземною мовою               | Каміла Клодель                                | Номінація                                     |                                               |
| 1990                                          | Премія Оскар                                  | Найкраща акторка у головній ролі              | Ізабель Аджані                                | Номінація                                     |                                               |
| 1990                                          | Золотий глобус                                | Найкращий фільм іноземною мовою               | Каміла Клодель                                | Номінація                                     |                                               |